# Stage Beauty
Stage Beauty (br: A Bela do Palco) é um filme de drama romântico estadunidense de 2004 dirigido por Richard Eyre. O roteiro de Jeffrey Hatcher é baseado em sua peça Compleat Female Stage Beauty, que foi inspirada em referências ao ator do século 17, Edward Kynaston, feitas em um diário particular mantido por Samuel Pepys.

## Elenco
- Billy Crudup como Ned Kynaston
- Claire Danes como Maria / Margaret Hughes
- Tom Wilkinson como Thomas Betterton
- Rupert Everett como Rei Charles II
- Zoë Tapper como Nell Gwynn
- Richard Griffiths como Sir Charles Sedley
- Hugh Bonneville como Samuel Pepys
- Ben Chaplin como George Villiers, 2º duque de Buckingham
- Edward Fox como Sir Edward Hyde, 1.º Conde de Clarendon
- Alice Eve como Miss Frayne
- Stephen Marcus como Thomas Cockerell
- Tom Hollander como Sir Peter Lely

## Recepção
No Rotten Tomatoes, o filme tem uma taxa de aprovação de 63% com base em 127 avaliações, com uma média ponderada de 6,53/10. O consenso crítico do site diz: "Desigual, mas agradável, Stage Beauty usa eventos históricos como o trampolim para um romance bem-encenado com um toque shakespeariano encantador". No Metacritic, o filme tem uma pontuação média ponderada de 64 de 100, com base em 38 resenhas, indicando "críticas geralmente favoráveis".